# 24480 Glavin
24480 Glavin è un asteroide della fascia principale. Scoperto nel 2000, presenta un'orbita caratterizzata da un semiasse maggiore pari a 2,7707310 UA e da un'eccentricità di 0,0377709, inclinata di 11,24525° rispetto all'eclittica.